# سسیلیا کرول
سسیلیا کرول (زادهٔ ۲۹ ژوئن ۱۹۸۶) یک خواننده زن اسپانیایی است که به عنوان خواننده ترانه چیزی باعث شده، آهنگ تم سه قدم بالاتر از بهشت و زندگی‌ام جریان دارد، آهنگ اصلی تم خانه کاغذی شناخته شده‌است.

## زندگی‌نامه
سسیلیا متولد یک پدر پیانیست و یک مادر خواننده است، کار خود را در سن ۷ سالگی در تولیدات دیزنی آغاز کرد و تا ۱۴ سالگی ادامه یافت. وی در سال ۲۰۱۷ با آهنگ زندگی‌ام جریان دارد، با موضوع سریال تلویزیونی بسیار موفق نتفلیکس خانه کاغذی به شهرت رسید.

## موسیقی‌شناسی منتخب
این خواننده اسپانیایی غالباً با نویسنده مانل سانتیستبان همکاری داشته‌است و ترانه‌های زیر را تفسیر می‌کند.

### تک‌آهنگ‌ها
- همه ترس‌های من، برای فیلم فرار مغزها (۲۰۰۹)
- چیزی باعث شده، برای فیلم سه قدم بالاتر از بهشت (۲۰۱۰)
- زندگی‌ام جریان دارد، آهنگ اصلی مجموعه تلویزیونی خانه کاغذی (۲۰۱۷)
- واقعیت، برای مجموعه تلویزیونی سانحه (۲۰۱۸)
- آگنوس دی, آهنگ اصلی مجموعه تلویزیونی قفل شده (۲۰۱۹)، با مالا رودریگز